# Lijst van shorttrackrecords 1000 meter mannen junioren
Dit is een overzicht van de schaatsrecords op de 1000 meter mannen junioren bij het shorttrack.

## Ontwikkelingwereldrecordjunioren 1000 meter shorttrack
| Nr | Naam               | Land             | Tijd     | Plaats           | Datum      |
| -- | ------------------ | ---------------- | -------- | ---------------- | ---------- |
| 1  | Lee Joon-hwan      | Zuid-Korea       | 1.34,00  | Seoel            | 16-01-1994 |
| 2  | Patrice Lapointe   | Canada           | 1.32,71  | Bormio           | 03-12-1994 |
| 3  | Kip Carpenter      | Verenigde Staten | 1.30,62  | Saratoga Springs | 18-02-1996 |
| 4  | Daniel Weinstein   | Verenigde Staten | 1.29,413 | Marquette        | 19-12-1998 |
| 5  | Lee Seung-jae      | Zuid-Korea       | 1.28,220 | Warschau         | 07-01-2001 |
| 6  | Kim Hyun-kon       | Zuid-Korea       | 1.27,983 | Boedapest        | 12-01-2003 |
|    |                    |                  |          |                  |            |
| ?  | John Robert Celski | Verenigde Staten | 1.25,304 | Sherbrooke       | 11-01-2009 |